# Tomáš Klouček
Tomáš Klouček (* 7. März 1980 in Prag, Tschechoslowakei; † 16. März 2025 in Špindlerův Mlýn) war ein tschechischer Eishockeyspieler.

## Karriere
Tomáš Klouček begann seine Karriere als Eishockeyspieler in seiner Heimatstadt in der Jugend von HC Slavia Prag, in der er bis 1998 aktiv war. Anschließend wurde er im NHL Entry Draft 1998 in der fünften Runde als insgesamt 131. Spieler von den New York Rangers ausgewählt. Zunächst spielte der Verteidiger allerdings jeweils ein Jahr lang bei den Cape Breton Screaming Eagles, die ihn beim CHL Import Draft 1998 in der ersten Runde als insgesamt zwölften Akteur ausgewählt haben, aus der kanadischen Top-Juniorenliga Québec Major Junior Hockey League sowie das Farmteam der Rangers, das Hartford Wolf Pack aus der American Hockey League. Mit Hartford gewann der Linksschütze in der Saison 1999/00 den Calder Cup. In der Saison 2000/01 gab er sein Debüt in der National Hockey League für die New York Rangers, wobei er in seinem Rookiejahr in 43 Spielen insgesamt fünf Scorerpunkte, darunter ein Tor, erzielte.
Am 12. Dezember 2002 wurde Klouček zusammen mit Rem Murray und Marek Židlický im Tausch für Mike Dunham an die Nashville Predators abgegeben, für die er knapp ein Jahr lang spielte, ehe er zu den Atlanta Thrashers transferiert wurde. Bei den Thrashers stand er bis zum Ende der Spielzeit 2003/04 in 37 Spielen in der NHL auf dem Eis. Den Lockout während der NHL-Saison 2004/05 überbrückte der Tscheche in seiner Heimat, in der er für seinen Ex-Klub HC Slavia Prag, den HC Oceláři Třinec und Bílí Tygři Liberec in der Extraliga auflief. Nach Wiederaufnahme des Spielbetriebs in der NHL kehrte er nach Atlanta zurück, bei denen er jedoch nur ein weiteres Mal in der NHL eingesetzt wurde. Aufgrund einer Knöchelverletzung spielte er auch nur in 33 Spielen für deren AHL-Farmteam, die Chicago Wolves.
Am 6. Juli 2006 erhielt Klouček als Free Agent einen Vertrag bei den Columbus Blue Jackets, spielte in der folgenden Spielzeit allerdings nur für deren AHL-Farmteam Syracuse Crunch, so dass er nach Tschechien zurückkehrte, wo er in der Saison 2007/08 für den HC Zlín aktiv war. Im Anschluss an die Saison wurde er von Barys Astana aus der neu gegründeten Kontinentalen Hockey-Liga verpflichtet, für die er bis 2011 spielte. Im Juli 2011 wechselte er innerhalb der KHL zum HC Lev Poprad. Für die Mannschaft bereitete er in 20 Spielen ein Tor vor, ehe sein Vertrag im Dezember 2011 vorzeitig aufgelöst wurde. Mitte Januar 2012 erhielt er einen Vertrag beim HC Oceláři Třinec, für den er bis zum Ende der Saison 2012/13 in der tschechischen Extraliga aktiv war. Anschließend war er vereinslos. Im November 2013 verpflichtete der HC Košice aus der slowakischen Extraliga Klouček, mit dem er 2014 die slowakische Meisterschaft gewann. Im Juni 2014 verlängerte der Club seinen Vertrag, jedoch verließ Klouček den HC Košice im September 2014 und wechselte kurzzeitig zu Orli Znojmo. Anschließend stand er bei den Rytíři Kladno und dem Épinal Hockey Club (Ligue Magnus) unter Vertrag. 2017 beendete er seine Karriere.
Klouček kam im März 2025 im Alter von 45 Jahren bei einem Skiunfall in Špindlerův Mlýn ums Leben.

## Erfolge und Auszeichnungen
- 2000 Calder-Cup-Gewinn mit dem Hartford Wolf Pack
- 2000 AHL All-Rookie Team
- 2014 Slowakischer Meister mit dem HC Košice

## Karrierestatistik
(Legende zur Spielerstatistik: Sp oder GP = absolvierte Spiele; T oder G = erzielte Tore; V oder A = erzielte Assists; Pkt oder Pts = erzielte Scorerpunkte; SM oder PIM = erhaltene Strafminuten; +/− = Plus/Minus-Bilanz; PP = erzielte Überzahltore; SH = erzielte Unterzahltore; GW = erzielte Siegtore; 1 Play-downs/Relegation; Kursiv: Statistik nicht vollständig)